# Üstökös gyöngyike
Az üstökös gyöngyike (Muscari comosum) a spárgavirágúak (Asparagales) rendjébe és a spárgafélék (Asparagaceae) családjába tartozó növényfaj.

## Élőhelye
Magyarországon elterjedt gyep- és gyomtársulásokban.

## Jellemzése
Hagymás évelő növény. A hagyma buroklevelei vörösesbarnák vagy rózsaszínűek. A levelek 2,5 cm szélesek is lehetnek. Virágzata fürt, május-júniusban nyílik. 
A lepel fogacskája krémszínű vagy sárga, a meddő virágok kocsánya jóval hosszabb a lepelnél. A termőké akkora, vagy kissé hosszabb, mint a lepel. A meddők kékeslila üstököt alkotnak. Az üstök révén is jól elkülöníthető a fürtös gyöngyikétől.
Termése sokmagvú tok.

## Étkezési felhasználása
Az üstökös gyöngyike hagymáját az ókor óta fogyasztják, a mediterrán vidékeken néhol, különösen Dél-Itáliában (főként Puglia, Basilicata, Calabria régiókban) étkezési célra ma is gyűjtik, illetve termesztik. Hagymáját a felszedés után megtisztítják, majd hosszabb ideig vízben áztatják, hogy a keserűségét okozó nedvek nagyobbrészt kiázzanak belőle. Ezután friss felhasználás esetén késsel bevagdosva olajban, kevés sóval megpárolják, vagy pedig későbbi felhasználás céljára tartósítják, jellemzően olívaolajban vagy ecetes lében eltéve. Ételként olasz neve lampascione vagy cipollaccio. Íze édeskés, enyhén kesernyés, aromákban gazdag.

## Képek

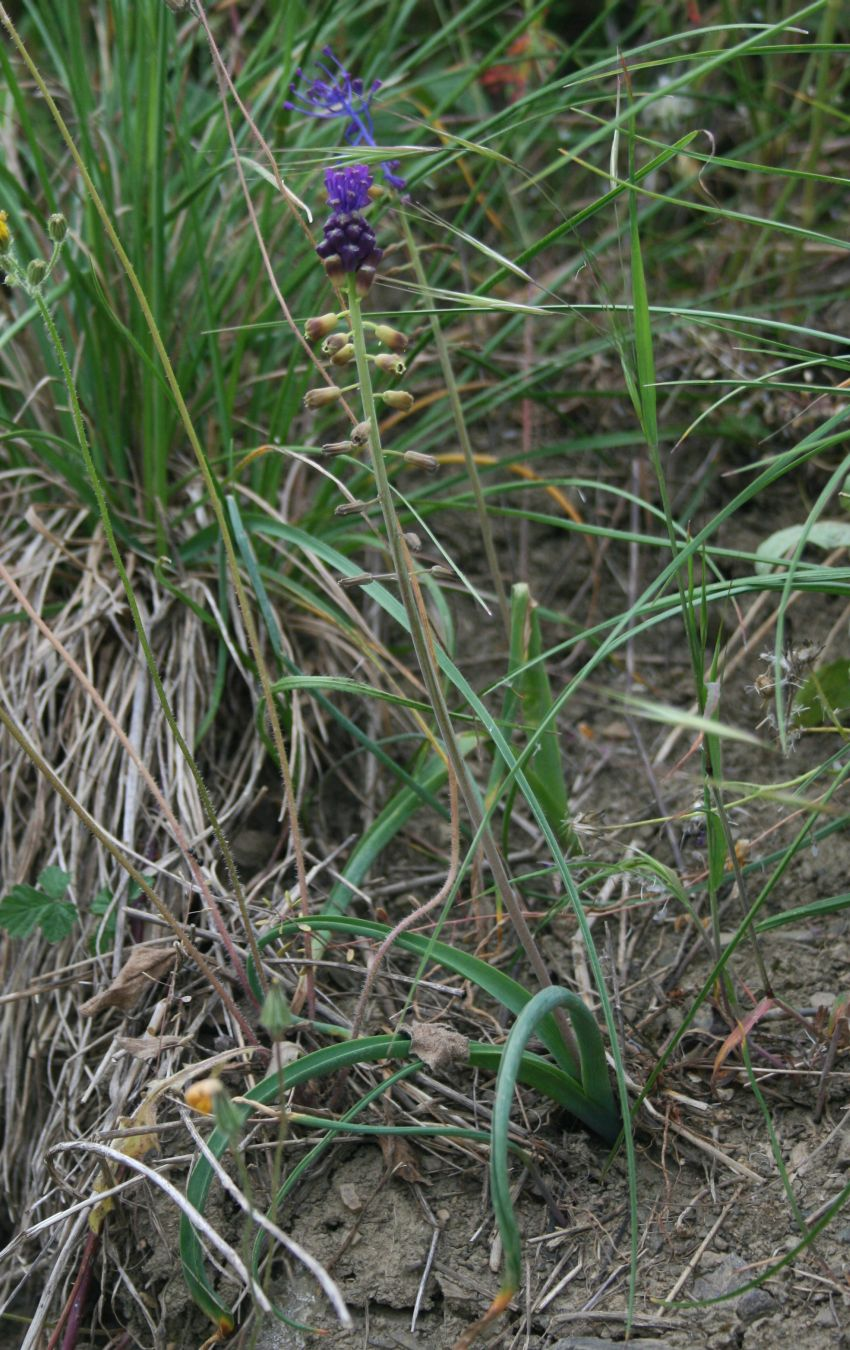
Üstökös gyöngyike
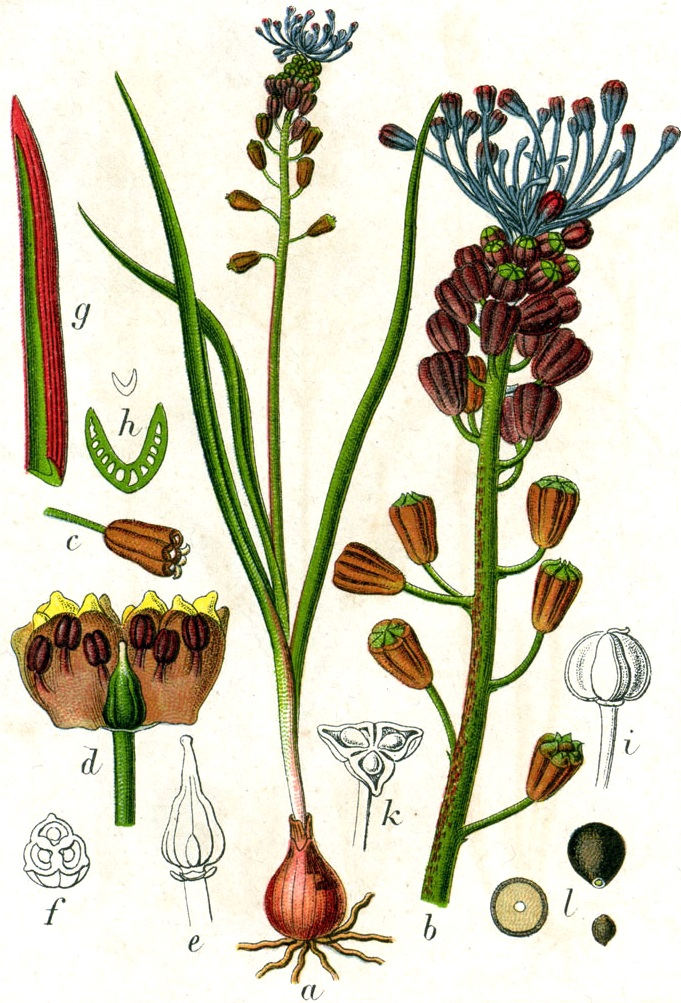
Herbáriumi illusztrációja
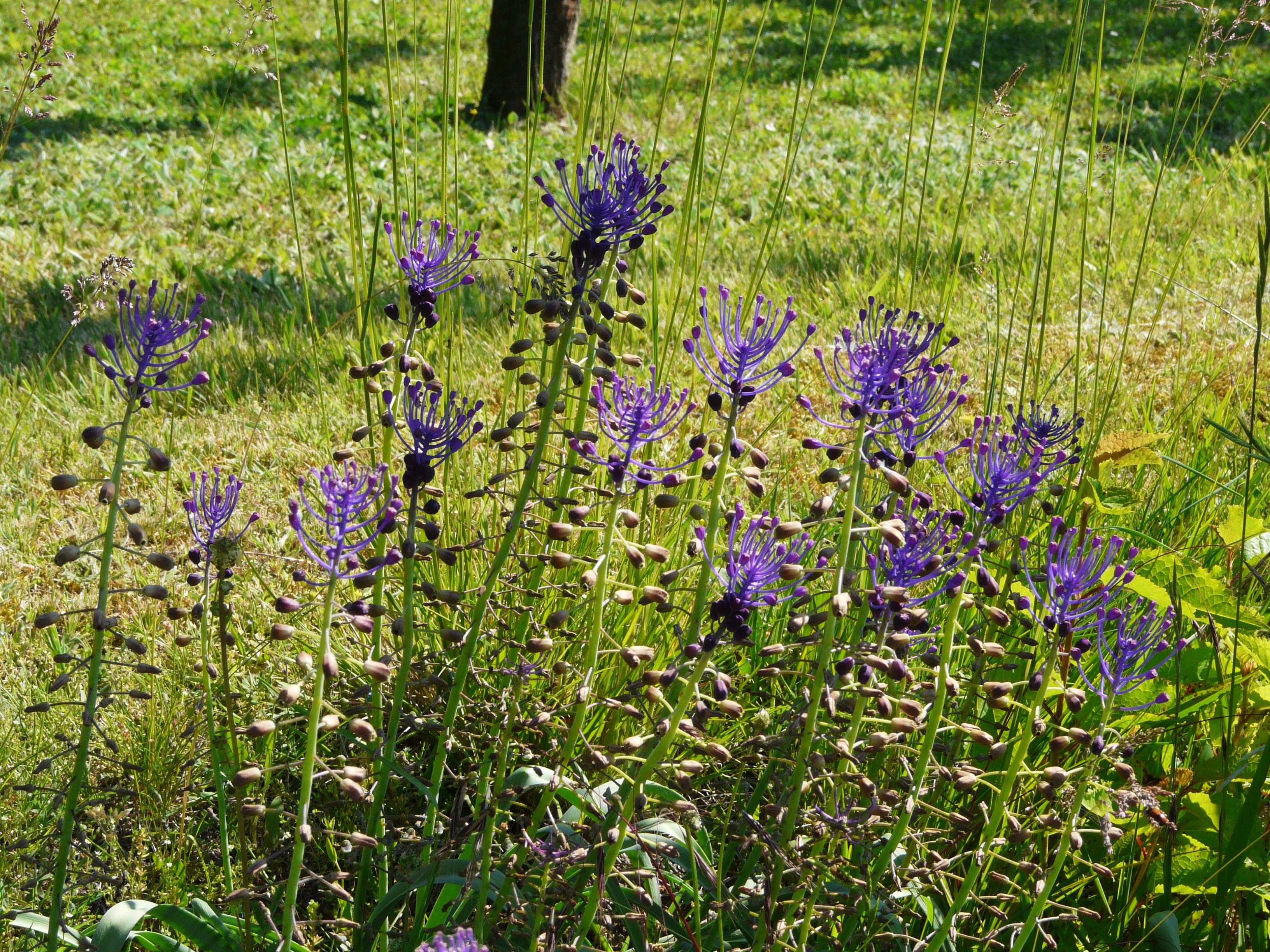
Virágzó üstökös gyöngyikék
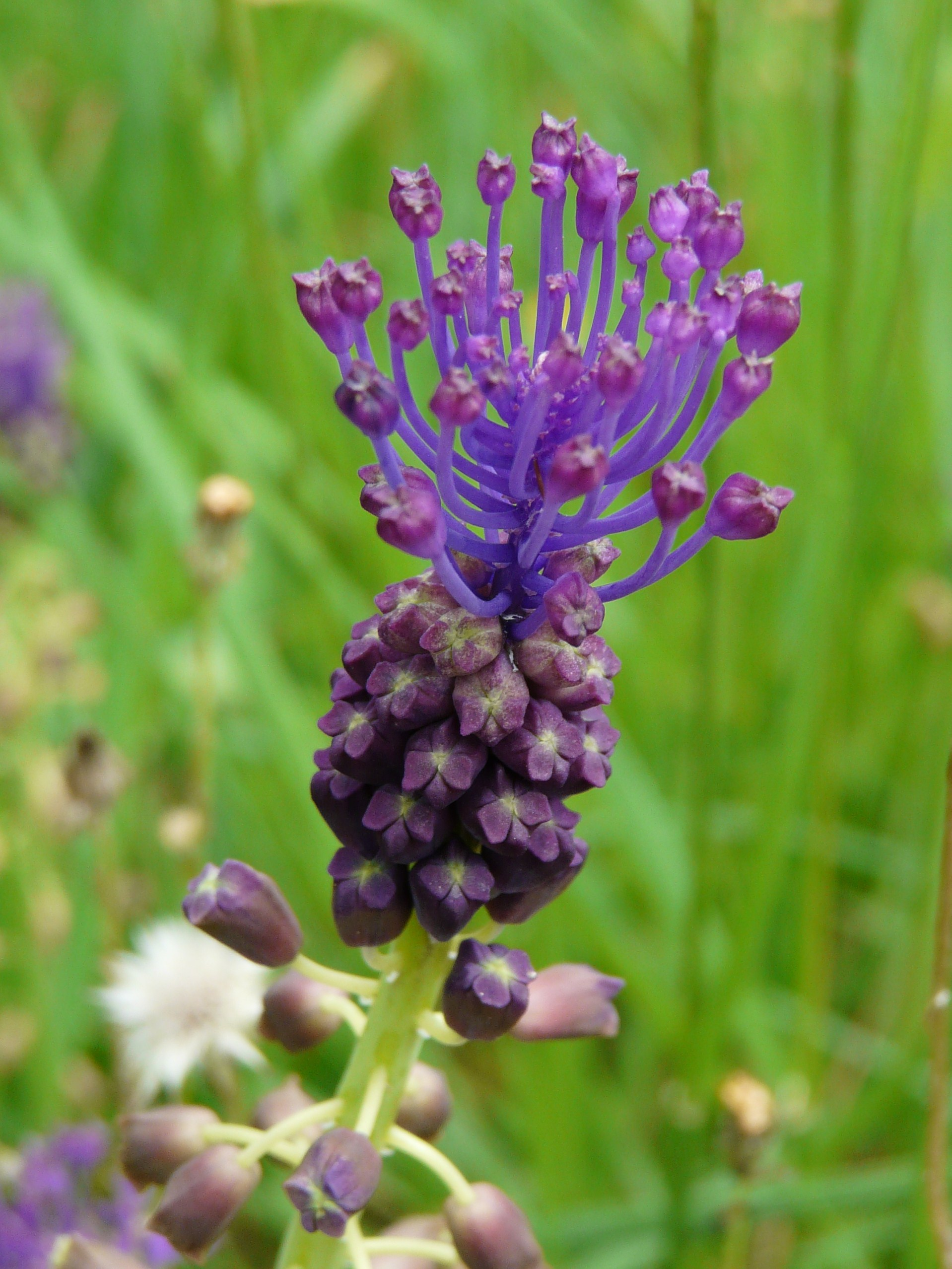
Virágzata
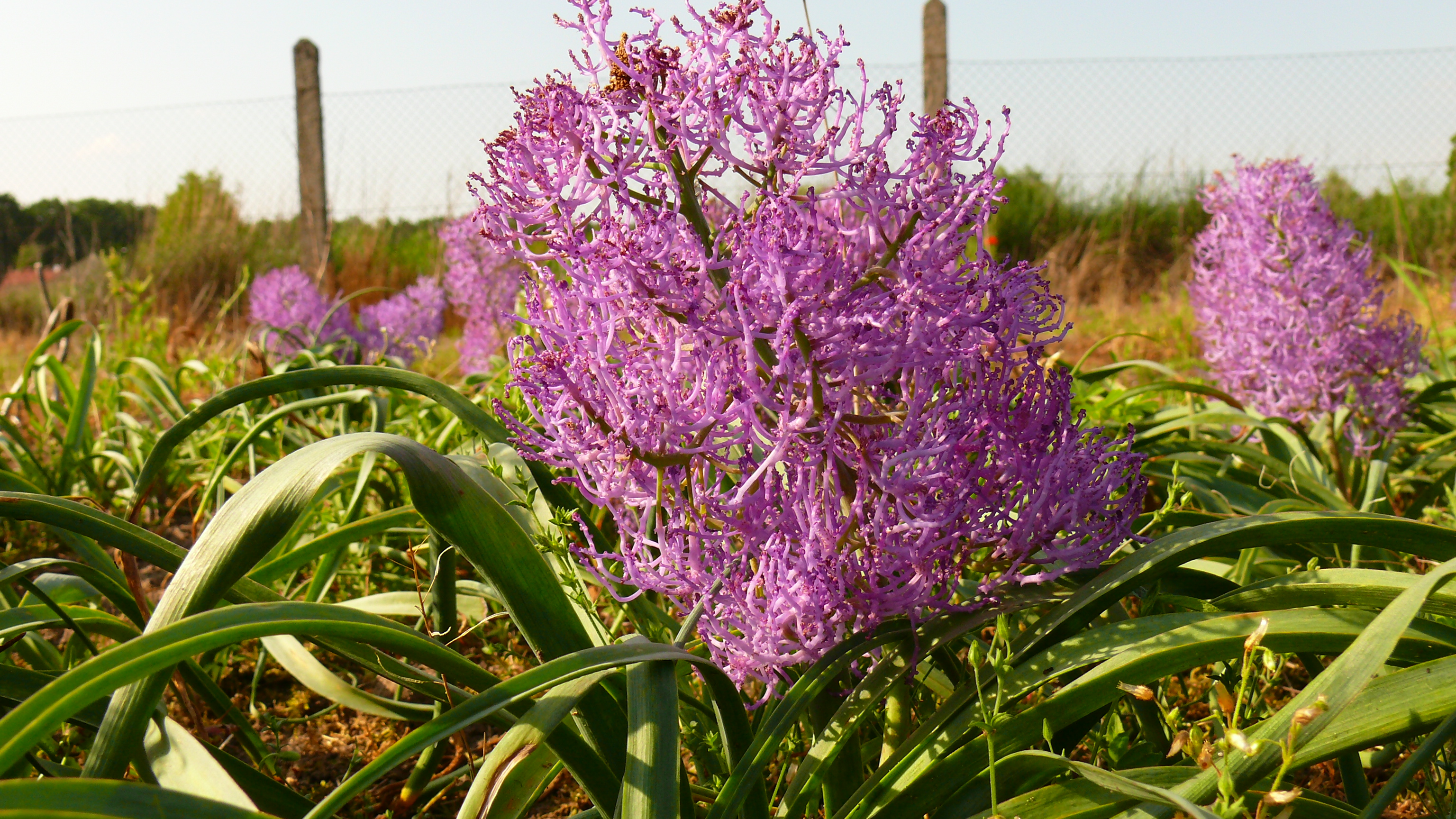
Üstökös gyöngyike 'Plumosum' fajtája mint dísznövény
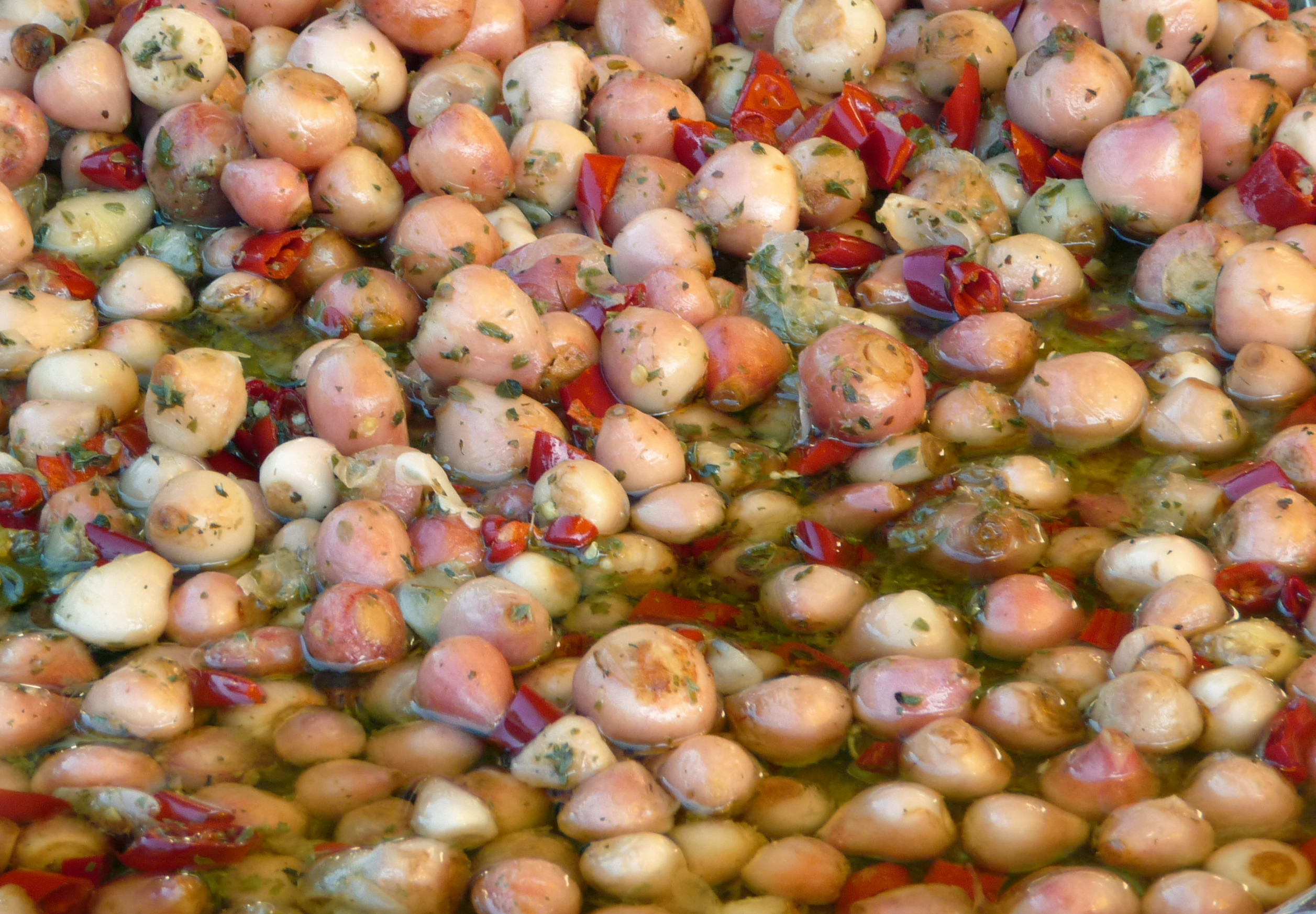
Lampascioni, az üstökös gyöngyike hagymája élelmiszerként tartósítva